# Anllech
Anllech était un roi breton de l'Île de Man du VIIe siècle.

## Contexte
Anllech est issu de la lignée des princes brittoniques originaires du Galloway qui règnent sur  l'Île de Man au début du VIIe siècle, 
Selon les généalogies il est le fils Tudwal ap Rhun  de et le père de Cynin. Sa généalogie est détaillée dans les Harleian genealogies:
```
 Mermin map 
Anthec map Tutagual(II)
 map Run map Neithon map Senill map Dinacat map Tutagual(I) map Eidinet map Anthun map Maxim guletic qui occidit gratianum regem romanorum
[
1
]
```

et dans le manuscrit des Généalogies du Jesus College MS. 20: 
```
 Meruyn mawr m Kyuyn m 
Anllech m Tutwal (II)
 m Run m Neidaon m Senilth hael. Tryd hael or gogled. Senilth m Dingat m Tutwal (I) m Edneuet m Dunawt m 
Maxen wledic
. val y mae vchot
[
2
]
.
```

Toutefois du fait des variations dans les sources son nom comme celui de son fils Cywin, sont considérés comme douteux par  Peter Bartrum
A son époque, selon Bède le Vénérable Edwin de Northumbrie (617-633) conquiert l'Île de Man « il fit passer les îles Mévanies sous la domination anglaise »  , mais a la fin du siècle l'Île est de nouveau entre les mains des princes brittoniques exilés qui organisent des raids sur les cotes d'Ulster et du Leinster 